# Ingemar Stenmark
Ingemar Stenmark (n. 18 martie 1956, Joesjö⁠(d), Comitatul Västerbotten, Suedia) este un schior alpin ce a reprezentat Suedia, medaliat olimpic. A participat la 3 ediții ale Jocurilor Olimpice (1976, 1980, 1988) în care a câștigat două medalii de aur și o medalie de bronz.
S-a retras din activitate în 1989 cu 86 de victorii.